# Acrocampsa diminuta
Acrocampsa diminuta är en insektsart som först beskrevs av Walker 1851.  Acrocampsa diminuta ingår i släktet Acrocampsa och familjen dvärgstritar. Inga underarter finns listade i Catalogue of Life.